# Shaun Marcum
Shaun Michael Marcum (né le 14 décembre 1981 à Kansas City, Missouri, États-Unis) est un ancien lanceur droitier de baseball qui a évolué dans les Ligues majeures entre 2005 et 2015.

## Carrière
Après des études secondaires à la Excelsior Springs High School d'Excelsior Springs (Missouri), Shaun Marcum suit des études supérieures à l'Université d'État du Missouri où il porte les couleurs des Missouri State Bears de 2001 à 2003.  

### Blue Jays de Toronto
Marcum est repêché le 3 juin 2003 par les Blue Jays de Toronto au troisième tour de sélection. Il perçoit un bonus de 449 000 dollars à la signature de son premier contrat professionnel le 23 juin 2003. 
Il passe deux saisons en Ligues mineures avant d'effectuer ses débuts en Ligue majeure le 6 septembre 2005. 
Marcum manque la totalité de la saison 2009 de Ligue majeure sur blessure. Il subit une opération Tommy John en septembre 2008 et se contente de quelques apparitions en Ligues mineures à la fin de sa période de convalescence. Il retrouve les terrains de Ligue majeure en 2010 en étant désigné lanceur partant pour le match d'ouverture de la saison des Jays.
Le 16 août 2010, Marcum lance un match complet d'un coup sûr face aux Athletics, à Oakland. Il perd son match sans point ni coup sûr en septième manche en accordant un circuit en solo à Conor Jackson. Toronto l'emporte 3-1.

### Brewers de Milwaukee
Le 6 décembre 2010, il passe aux Brewers de Milwaukee, à qui Toronto cède en retour le joueur de deuxième but Brett Lawrie.
Marcum lance plus de 200 manches pour les Brewers en 2011, au sein d'une rotation de lanceurs partants renforcée, lui et Zack Greinke venant rejoindre Yovani Gallardo. Avec 13 victoires contre 7 défaites et une moyenne de points mérités de 3,54 au cours de cette excellente saison régulière, Marcum aide les Brewers à remporter leur premier championnat de division depuis 1982. Il connaît cependant des séries éliminatoires, ses premières en carrière, extrêmement difficiles. Il est retiré du seul match de Séries de divisions auquel il participe contre Arizona après quatre manches et deux tiers au monticule et encaisse la défaite sur sept points alloués. Il perd ses deux départs en Série de championnat où il est malmené par les futurs champions du monde, les Cardinals de Saint-Louis. Ces derniers inscrivent neuf points en seulement cinq manches contre Marcum, qui termine la série avec une moyenne de points mérités de 16,20.
Blessé à l'épaule durant la saison 2012, Marcum est limité à 21 départs. Il remporte 7 gains contre 4 revers et affiche une moyenne de points mérités de 3,70. Milwaukee le laisse devenir joueur autonome une fois la saison complétée et ne retiennent plus ses services.

### Mets de New York
Le droitier Marcum signe le 30 janvier 2013 un contrat d'une saison avec les Mets de New York. Il perd ses 9 premières décisions avec les Mets et affiche une moyenne de points mérités de 5,76 durant cette période. En 14 manches, dont 12 départs avec les Mets, et 78 manches et un tiers lancées, sa moyenne s'élève à 5,29. Il ne compte qu'une seule victoire contre 10 défaites. New York le libère de son contrat le 23 juillet. Marcum vient à ce moment de recevoir un diagnostic de syndrome du défilé thoracobrachial, une condition qui se caractérise par une compression des vaisseaux sanguins ou des nerfs entre la clavicule et les côtes, pouvant causer des douleurs à l'épaule, au cou, et des engourdissements dans les mains. Marcum est opéré en juillet 2013 pour tenter de réduire les symptômes engendrés par cette condition.

### Indians de Cleveland
Le 16 décembre 2013, Marcum signe un contrat des ligues mineures avec les Indians de Cleveland. Limité à quelques matchs en ligues mineures en 2014, Marcum revient dans les majeures en 2015, alors qu'il effectue 6 départs et une présence en relève pour Cleveland. En 35 manches lancées, sa moyenne de points mérités s'élève à 5,40.

## Carrière d'instructeur
Marcum prend sa retraite de joueur en juillet 2015 et devient l'instructeur des lanceurs des Rangers de l'université Northwestern Oklahoma State.

## Statistiques
| Saison | Équipe  | G   | GS | CG | SHO | V  | D  | SV | IP    | SO  | ERA  |
| ------ | ------- | --- | -- | -- | --- | -- | -- | -- | ----- | --- | ---- |
| 2005   | Toronto | 5   | 0  | 0  | 0   | 0  | 0  | 0  | 8.0   | 4   | 0,00 |
| 2006   | Toronto | 21  | 14 | 0  | 0   | 3  | 4  | 0  | 78.1  | 65  | 5,06 |
| 2007   | Toronto | 38  | 25 | 0  | 0   | 12 | 6  | 1  | 159.0 | 122 | 4,13 |
| 2008   | Toronto | 25  | 25 | 0  | 0   | 9  | 7  | 0  | 151.1 | 123 | 3,39 |
| 2010   | Toronto | 31  | 31 | 1  | 0   | 13 | 8  | 0  | 195.1 | 165 | 3,64 |
| Totaux | Totaux  | 120 | 95 | 1  | 0   | 37 | 25 | 1  | 592.0 | 479 | 3,85 |

Note : G = Matches joués ; GS = Matches comme lanceur partant ; CG = Matches complets ; SHO = Blanchissages ; 
V = Victoires ; D = Défaites ; SV = Sauvetages ; IP = Manches lancées ; SO = Retraits sur des prises ; ERA = Moyenne de points mérités.